# Yerkes (cràter)
Yerkes és un cràter d'impacte de la Lluna situat a prop de la vora occidental de la Mare Crisium. En aquest lloc, com passa amb altres cràters en aquesta longitud, des de la Terra el cràter sembla ovalat causa de l'escorç, però el cràter és pràcticament circular. A l'est de Yerkes es troba el cràter Picard, al sud-est apareix la parella de cràters formada per Greaves i Lick, al sud-oest apareix Glaisher, Proclus està a uns 115 km a l'oest-nord-oest, i més a nord se situa Peirce.

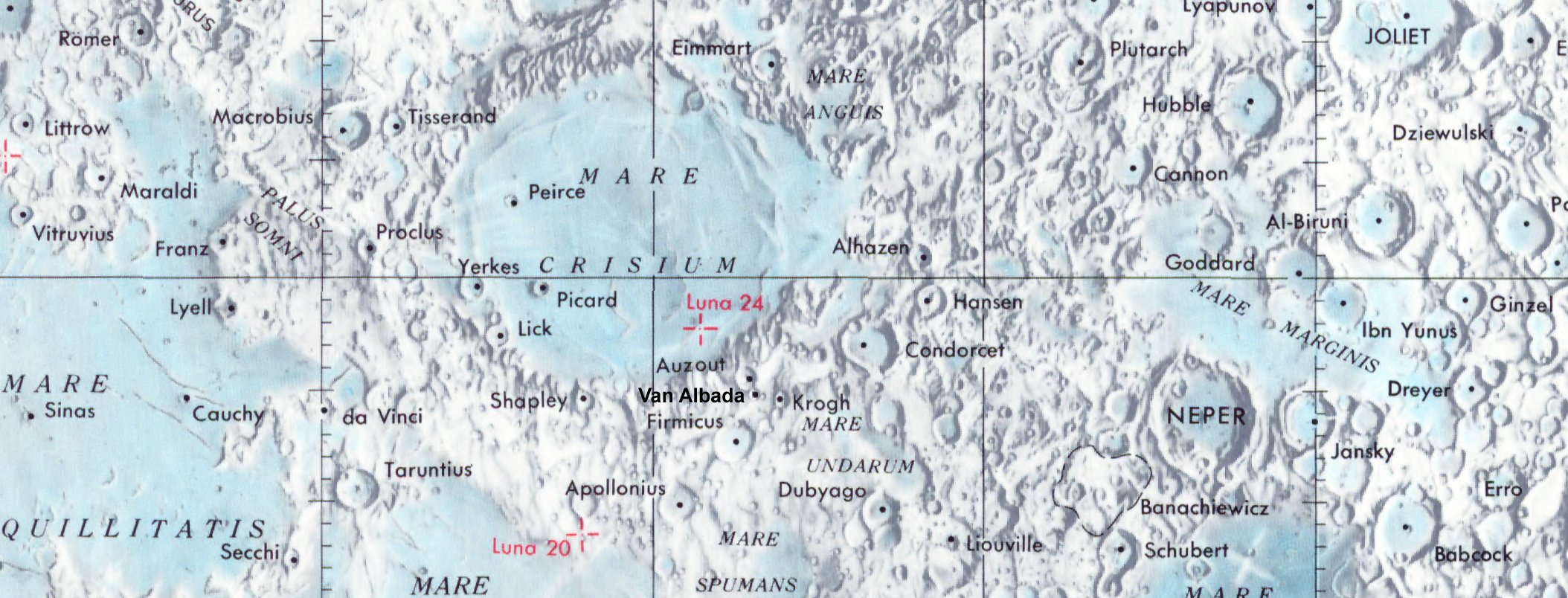
Localització de Yerkes (centre de la meitat esquerra de la imatge)
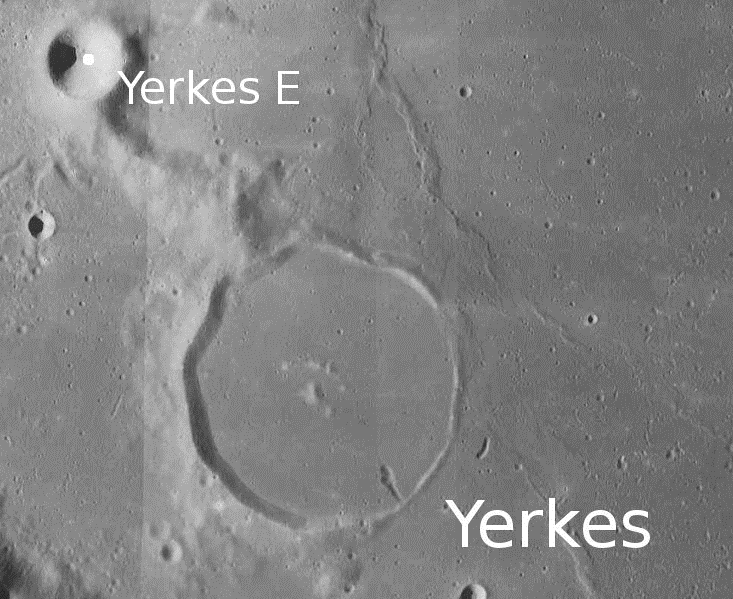
Cràters satèl·lits

En el passat, l'interior d'aquest cràter va ser inundat gairebé del tot per la lava, deixant només un romanent poc profund consistent en una vora que sobresurt lleugerament per sobre de la mare. La vora és més ample en les parts oest i sud, i amb prou feines hi ha a l'est, formant una prima corba en la superfície. Una cresta baixa discorre des de la vora nord fins Yerkes I situat al nord-nord-oest. El sòl té una albedo similar a la de la mare propera, de manera que el cràter no es distingeix clarament de l'entorn. Presenta un turó arrodonit al centre, que s'eleva aproximadament a uns 150 m sobre el terra circumdant. Dins el cràter s'aprecia el petit sistema de marques radials originat a partir de l'impacte que va formar Proclus, igual que a nord del cràter i al voltant de Yerkes E.

Tocant la vora oriental del cràter es troba el Dorsum Oppel, un plec orientat a nord-est, amb aproximadament 268 km de longitud.

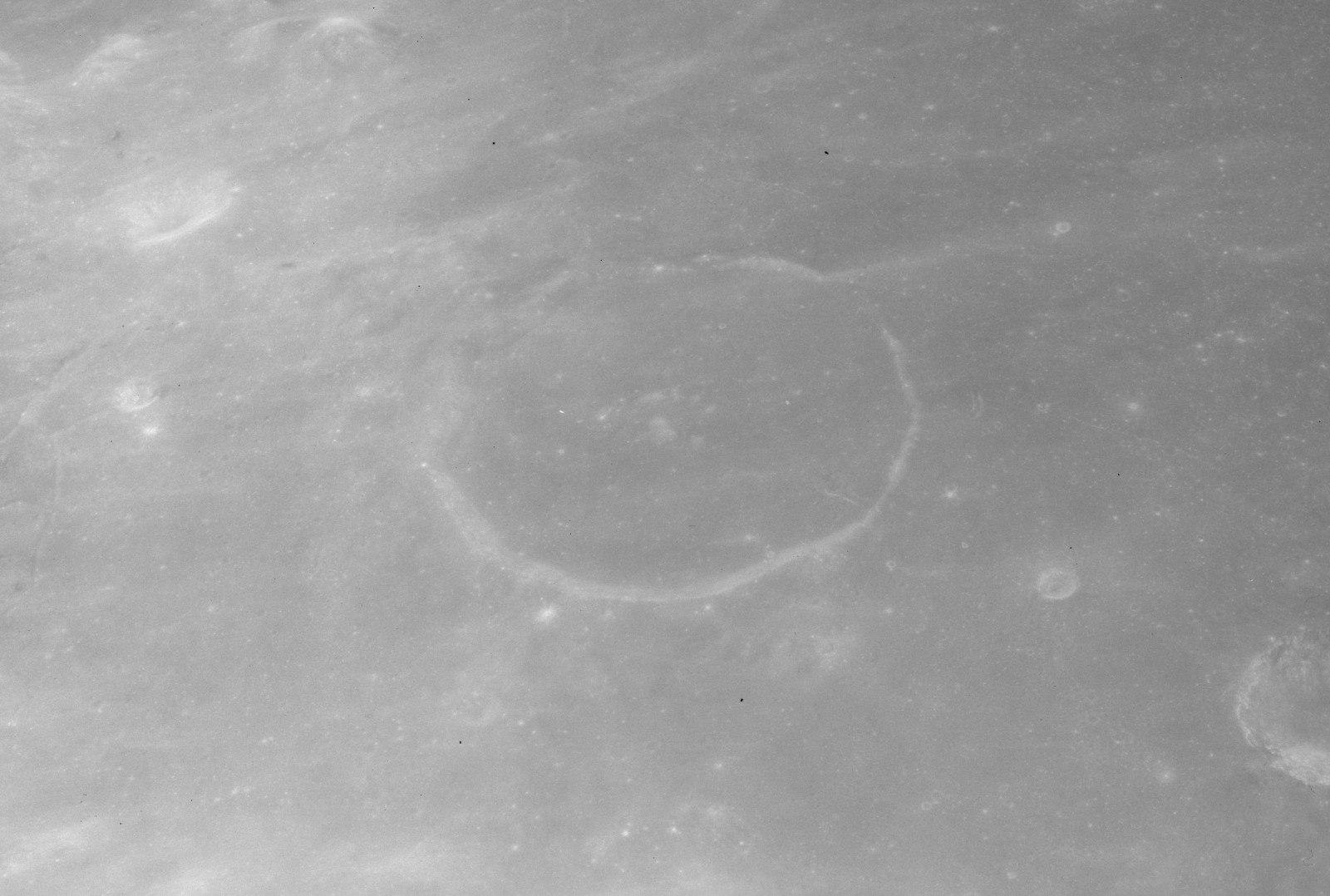
Fotografia de la missió Apollo 15
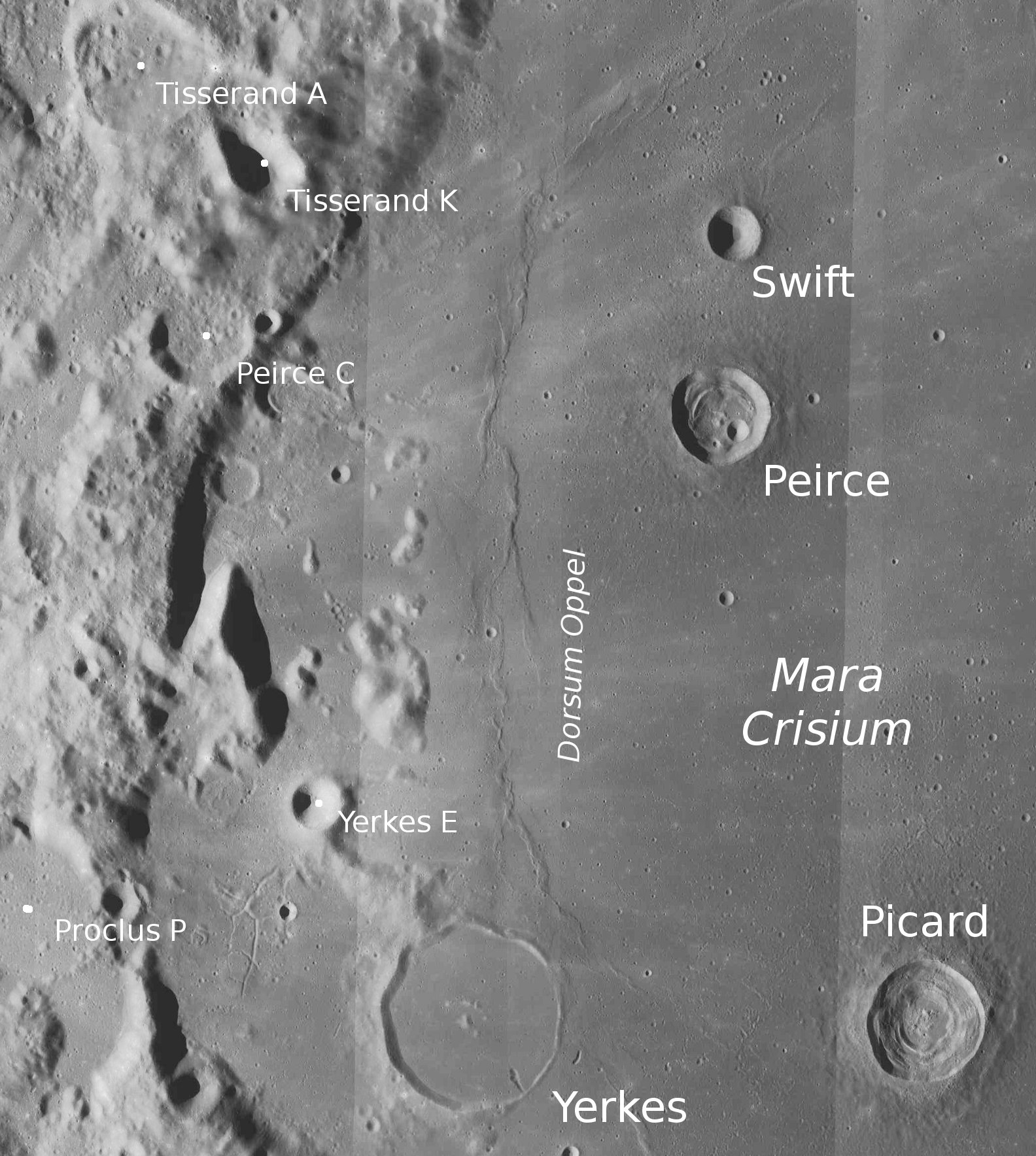
Rodalies de Yerkes

Des d'aquesta ubicació, la Terra apareixerà principalment en el cel lunar a 14 graus des de la vertical i més de 51 graus cap a l'est.

## Cràters satèl·lits
Per convenció aquests elements són identificats en els mapes lunars posant la lletra en el costat del punt central del cràter que està més proper a Yerkes.  Yerkes E  es troba a uns 30 km a nord-oest i el seu diàmetre és de 10 km.
| Yerkes | Coordenades                          | Diàmetre |
| ------ | ------------------------------------ | -------- |
| E      | 15° 54′ N, 50° 36′ E / 15.9°N,50.6°E | 10 km    |